# Grande Popô
Grande Popô (Grand-Popo) é uma localidade, distrito e comuna no departamento de Mono do sudoeste da Benim. Segundo censo de 2013, havia 57 636 pessoas numa área de 289 quilômetros quadrados.